# بريان إنغلهارد
بريان إنغلهارد (بالهولندية: Bryan Engelhardt)‏ هو لاعب كرة قاعدة هولندي، ولد في 10 يناير 1982 في كوراساو في مملكة هولندا.

## وصلات خارجية
- بريان إنغلهارد على موقع أوليمبيديا (الإنجليزية)